# Kurt Pettersén
Kurt Arne Pettersén (Borås, 21 giugno 1916 – Borås, 15 novembre 1957) è stato un lottatore svedese specializzato sia nella lotta greco-romana che nella lotta libera.

## Palmarès
- Giochi olimpici

Londra 1948: oro nella lotta greco-romana 57 kg.
- Europei

Tallin 1938: argento nella lotta greco-romana 56 kg.
Oslo 1939: argento nella lotta greco-romana 56 kg.
Istanbul 1949: argento nella lotta libera 57 kg.